# Dorymyrmex santschii
Dorymyrmex santschii is een mierensoort uit de onderfamilie van de Dolichoderinae. De wetenschappelijke naam van de soort is voor het eerst geldig gepubliceerd in 1917 door Gallardo.